# Le Doigt du singe
Le Doigt du singe (titre original : The Monkey's Finger) est une nouvelle de science-fiction d'Isaac Asimov parue aux États-Unis en février 1953 dans la revue Startling Stories et publiée en France dans le recueil Flûte, flûte et flûtes !.

## Résumé
Marmaduke Tallinn (qu'Isaac Asimov avoue être son alias) et Lemuel Hoskins (alias Horace Gold, directeur du magazine Galaxy) s'affrontent sur les modifications que Lemuel exige de Marmaduke pour publier sa nouvelle. Pour le convaincre, Marmaduke emmène Lemuel chez le Pr. Torgesson. Celui-ci, en reliant une base de données littéraire au cerveau d'un singe avec une machine à écrire, recrée Hamlet ou des poèmes tels qu'ils devraient avoir été écrits. Tallinn lui demande d'y introduire sa nouvelle.
Le texte produit inclut effectivement les idées de Hoskins, qui réclame alors à Tallinn qu'il réécrive son récit. Mais Tallinn refuse vertement – un auteur « connaît » mieux son métier que des machines ou des chimpanzés, c'est toute la différence entre lui et Hoskins ! Hoskins capitule et s'en va vexé.
Torgesson demande à Tallinn s'il aurait avoué ne pas savoir écrire mieux qu'une machine, dans le cas où celle-ci lui aurait donné raison. Tallinn répond qu'il croyait que ce serait le cas, et que c'est en se voyant désavoué qu'il a eu recours à l'argument artistique.